# László Török
László Török (ur. 25 grudnia 1969 w Baji) – węgierski trener piłkarski. Od 28 czerwca 2022 pierwszy trener klubu Kisvárda FC.
W swojej karierze był wielokrotnie związany z Kecskeméti TE, gdzie pełnił rolę asystenta trenera (2007), pierwszego trenera (2006, 2007, 2012), trenera drugiej drużyny (2007–2008), kierownika sportowego (2011–2012) oraz kierownika drużyn młodzieżowych (2013–2015).